# Рэндольф, Уильям
Уильям Рэндольф (англ. William Randolph; 1650 — 11 апреля 1711) — политик и плантатор колониальной Виргинии, сыгравший важную роль в развитии колонии. Спикер палаты бюргеров в 1698 году. Прадед Томаса Джефферсона.
Из-за большого количества знаменитых потомков, Рэндольф с супругой получил прозвище Адам и Ева Виргинии.

## Биография

### Ранние годы
Родился в семье Ричарда Рэндольфа и Элизабет Райлэнд и был крещён 7 ноября 1650 года в Моретон Моррелл, графство Уорикшир. Ричард был уроженцем деревни Литтл Хафтон, на востоке от Нортгемптона, где его отец Уильям был управляющим и прислугой у Джорджа Горинга и Эдуарда, 11-го барона Зуш из Харингуорта.
В 1669 году из Виргинии прибыл дядя Уильяма Генри Рэндольф и помог Уильяму эмигрировать в колонию.

### Жизнь в Виргинии
Поскольку экономика колонии строилась вокруг табака и требовала рабского труда, к 1674 году Рэндольф перевёз в колонию 12 человек и получил свой первый земельный патент. Всего он доставил в колонию 168 рабов и наёмных слуг. В дальнейшем он стал торговцем и плантатором, имел несколько кораблей, используемых для доставки табака в Англию и товаров обратно в Виргинию.
Он получил образование юриста и в 1680-х был партнёром Питера Перри и Эдварда Хилла-младшего в фирме «Hill, Perry & Randolph». В 1673 году он стал клерком окружного суда Хенрайко и занимал эту должность до 1683 года, когда перешёл на должность мирового судьи. Также был шерифом и коронером. С 1684 по 1698 год Рэндольф представлял Хенрайко в палате бюргеров, был спикером палаты в 1698 году, а также клерком с 1699 по 1702 год. В 1702 году передал должность клерка своему старшему сыну Уильяму в связи с болезнью.

### Смерть
Умер 11 апреля 1711 года на своей плантации «Turkey Island».

## Семья и потомки
Около 1676 года Рэндольф женился на Мэри Айшем, дочери Генри Айшема и Кэтрин Бэнкс, одной из богатейших женщин Виргинии того времени. У них родилось 9 детей, доживших до совершеннолетия:
- Уильям II[англ.] (1681—1741) — женился на дочери Питера Беверли Элизабет, с который имел 5 детей доживших до совершеннолетия. Среди его внуков — Беверли Рэндольф, 8-й Губернатор Виргинии.
- Томас[англ.] (1683—1729) — женился на Джудит Флеминг, с которой имел 3 детей. Среди его потомков были Джон Маршалл, Джордж Рэндольф и другие.
- Айшем[англ.] (168?—1742) — дед Томаса Джефферсона. Женился в 1717 году в Лондоне на Джейн Роджерс, с которой имел 9 детей, включая мать Джефферсона Джейн и Сюзанну, которая вышла замуж за Картера Генри Харрисона I[англ.], дядю президента Уильяма Генри Гаррисона.
- Ричард[англ.] — женился на Джейн Боллинг, дочери Джона Боллинга, который был потомком Покахонтас. Их внук — Джон Рэндольф, конгрессмен и посол США в России.
- Генри (ок. 1687), не женат.
- Джон (16??—1737) — также был спикером палаты бюргеров. Женился на дочери Питера Беверли Сюзанне, с которой имел 4 детей, доживших до совершеннолетия, включая двух сыновей: Пейтона и Джона-младшего[англ.] (отец Эдмунда Рэндольфа).
- Эдвард[англ.] (1690— после 1756) — женат на Элизабет из Бристоля, с которой имел 4 детей.
- Мэри (ок. 1692) — вышла замуж за Джона Стита. Среди её далёких потомков — генерал КША Джуниус Дэниел.
- Элизабет (ок. 1695) — вышла замуж за Ричарда Блэнда[англ.], с которым имела 5 детей, включая дочь Мэри (супруга Генри Ли I[англ.], мать Генри Ли II, бабушка Генри Ли III и прабабка Роберта Ли) и сына Теодорика[англ.] (отец конгрессмена Теодорика Блэнда и дед Джона Рэндольфа, также конгрессмена и посла США в России). Её далёким потомком был также Роджер Прайор.